# Frue der skriver et brev med sin tjenestepige
Frue der skriver et brev med sin tjenestepige (også kendt under titlen Brevskrivende kvinde sammen med sin pige) er et oliemaleri fra c.1670/1 af den hollandske maler Johannes Vermeer. Maleriet er udstillet på Det irske nationalgalleri i Dublin.

## Motiv
Frue der skriver et brev med sin tjenestepige er det første maleri, hvor Vermeer eksperimenterer med kompositioner med flere fokuspunkter fjernet fra billedets fysiske centrum. Derudover hans tredje værk, hvori maleriets drama og dynamik ikke er samlet om en enkelt person. Maleriet viser en frue af borgerstanden i færd med at skrive et brev, antagelig et kærlighedsbrev til sin hemmelige elsker. Bag hende venter en tjenestepige; formodentlig er hun budbringer mellem kvinden og elskeren. Tjenestepigen står med armene over kors et stykke fra sin frue, som hun kigger væk fra – ud ad vinduet. Pigens distance og de foldede arme indikerer en psykologisk og emotionel selvtilstrækkelighed, distancering og måske misbilligelse. Om end den blotte tilstedeværelse af tjenestepigen, mens fruen udfærdiger et så privat brev, også må indikere en vis intimitet de to imellem. Pigens blik ud ad vinduet afspejler en indre rastløshed og kedsomhed, mens hun venter på, at fruen skriver færdigt.
Maleriet indeholder flere af Vermeers ofte anvendte elementer: i særdeleshed hans optagethed af det udendørs indflydelse på det indendørs rum – som ses i vinduet, samt en interesse for geometri og rene linjer – som kan ses i det flisebelagte gulv og de lodrette linjer der tegnes af kvinden og pigens kjole og af vinduesrammen og kanten på maleriet på bagvæggen. Elementer i Vermeers malerier som også ses i bl.a. Udsigt over Delft (1660/1), Kniplersken (1669/70) og Allegori over malerkunsten (c.1666)

## Historie
Frue der skriver et brev med sin tjenestepige blev stjålet den 27. april 1974 fra Russborough House af væbnede medlemmer af IRA. De stjal også en Goya, to Gainsborough og tre Rubens. Tyvene blev anført af Rose Dugdale og brugte skrutrækkere på maleriernes lærred til at skære dem fra rammerne. Imidlertid blev Vermeers maleri samt andre kunstværker fundet otte dage efter i en hytte i County Cork. I 1986 blev Frue der skriver et brev med sin tjenestepige igen stjålet. Denne gang af personer anført af Martin Cahill og involveret i den irske organiseret kriminalitet i Dublins kriminelle undergrund. Cahill krævede en løsesum på £ 20 millioner for det og en række andre kunstværker. Pengene blev dog ikke udbetalt, og Cahill manglede selv kontakter eller viden om, hvorledes kunstværkerne kunne omsættes til internationale kunsttyve. Ifølge Raidió Teilifís Éireann lå Cahills egen kunstsmag mere i kitsch og billige reproduktioner, men han var overbevist om at Vermeers maleri og de andre stjålne kunstværker ville indbringe ham en formue. Vermeers maleri blev til sidst fundet i august 1993 ved en udveksling i Antwerpens lufthavn. En udveksling som viste sig at være en undercover aktion organiseret af de irske politi. Dets rette ejermand havde da allerede doneret det in absentia, til Det irske nationalgalleri i Dublin.